# Eriococcus emirnensis
Eriococcus emirnensis är en insektsart som beskrevs av Mamet 1954. Eriococcus emirnensis ingår i släktet Eriococcus och familjen filtsköldlöss.
Artens utbredningsområde är Madagaskar. Inga underarter finns listade i Catalogue of Life.